# Miguel Ibarra
Miguel Ángel Ibarra Andrade (ur. 15 marca 1990 w Nowym Jorku) – amerykański piłkarz pochodzenia meksykańskiego występujący na pozycji ofensywnego pomocnika, zawodnik Charlotte Independence.

## Kariera klubowa
Ibarra, syn meksykańskich imigrantów, urodził się w Nowym Jorku, jednak wychowywał się w mieście Lancaster w stanie Kalifornia. Jako nastolatek występował w juniorskiej akademii Ambush Soccer Club, zaś później, jako uczeń Taft College, występował w szkolnej drużynie Taft Cougars, gdzie został wybrany MVP rozgrywek Central Valley Conference. Studiował na University of California w Irvine, w barwach tamtejszego UC Irvine Anteaters będąc czołowym zawodnikiem ligi uniwersyteckiej (w 2011 roku otrzymał nagrodę Big West Co-Offensive Player of the Year i został wybrany do All-Big West First Team). W międzyczasie był również zawodnikiem klubów Lancaster Rattlers i Orange County Blue Star, grających na czwartym szczeblu rozgrywkowym w kraju – Premier Development League.
W styczniu 2012 Ibarra został wybrany w MLS Supplemental Draft przez klub Portland Timbers występujący w Major League Soccer, jednak ostatecznie nie zaoferowano mu profesjonalnego kontraktu. Zamiast tego dwa miesiące później podpisał umowę z zespołem Minnesota United FC, grającym na drugim szczeblu rozgrywek – North American Soccer League. Od razu został kluczowym zawodnikiem drużyny i czołowym piłkarzem ligi; w sezonie 2013 znalazł się w najlepszej jedenastce rozgrywek, jednak najbardziej obfity w sukcesy okazał się dla niego sezon 2014. Wówczas to zdobył z United trofeum Woosnam Cup, a sam został wybrany najlepszym piłkarzem NASL i po raz kolejny otrzymał miejsce w jedenastce sezonu. Stworzył również skuteczny ofensywny duet z Christianem Ramirezem, zaś ogółem w barwach Minnesoty występował przez trzy i pół roku.
Latem 2015 Ibarra został zawodnikiem meksykańskiego Club León, w tamtejszej Liga MX debiutując 25 lipca 2015 w wygranym 3:1 spotkaniu z Santosem Laguna. Premierowego gola w najwyższej klasie rozgrywkowej strzelił natomiast 31 października tego samego roku w wygranej 2:1 konfrontacji z Atlasem i już w pierwszym, jesiennym sezonie Apertura 2015 dotarł z Leónem do finału krajowego pucharu – Copa MX.
W 2017 roku został zawodnikiem Minnesoty United.
| Sezon     | Klub                    | Kraj              | Rozgrywki                    | Mecze | Bramki |
| --------- | ----------------------- | ----------------- | ---------------------------- | ----- | ------ |
| 2008      | Lancaster Rattlers      | Stany Zjednoczone | Premier Development League   | 15    | 2      |
| 2009      | Lancaster Rattlers      | Stany Zjednoczone | Premier Development League   | 16    | 5      |
| 2010      | Lancaster Rattlers      | Stany Zjednoczone | Premier Development League   | 12    | 5      |
| 2011      | Orange County Blue Star | Stany Zjednoczone | Premier Development League   | 4     | 0      |
| 2012      | Minnesota United FC     | Stany Zjednoczone | North American Soccer League | 28    | 4      |
| 2013      | Minnesota United FC     | Stany Zjednoczone | North American Soccer League | 26    | 1      |
| 2014      | Minnesota United FC     | Stany Zjednoczone | North American Soccer League | 27    | 9      |
| 2015      | Minnesota United FC     | Stany Zjednoczone | North American Soccer League | 9     | 3      |
| 2015/2016 | Club León               | Meksyk            | Liga MX                      | 8     | 1      |
| 2016/2017 | Club León               | Meksyk            | Liga MX                      | 0     | 0      |
| 2017      | Minnesota United FC     | Stany Zjednoczone | MLS                          | 29    | 3      |
| 2018      | Minnesota United FC     | Stany Zjednoczone | MLS                          |       |        |

## Kariera reprezentacyjna
W seniorskiej reprezentacji Stanów Zjednoczonych Ibarra zadebiutował za kadencji selekcjonera Jürgena Klinsmanna, 14 października 2014 w zremisowanym 1:1 meczu towarzyskim z Hondurasem. Został tym samym pierwszym od dziewięciu lat zawodnikiem (po Clyde Simmsie) powołanym do amerykańskiej kadry z klubu z drugiego szczebla krajowych rozgrywek.